# Französischer Revolutionskalender/Y13
Dies ist der Französische Revolutionskalender für das Jahr XIII der Republik, das vom 23. September 1804 bis zum 22. September 1805 des gregorianischen Kalenders dauerte.